# کریلیس (دهانه)
کریلیس یک دهانه برخوردی در ماه‌ است.

## دهانه‌های اقماری
این دهانه ۹ دهانه اقماری دارد.
| Coriolis | عرض جغرافیایی | طول جغرافیایی | قطر          |
| -------- | ------------- | ------------- | ------------ |
| C        | ۱.۹° N        | ۱۷۳.۳° E      | ۱۹.۰ کیلومتر |
| G        | ۰.۰° N        | ۱۷۴.۷° E      | ۱۷.۰ کیلومتر |
| H        | ۰.۵° S        | ۱۷۴.۲° E      | ۱۲.۰ کیلومتر |
| M        | ۱.۴° S        | ۱۷۱.۷° E      | ۳۱.۰ کیلومتر |
| L        | ۱.۹° S        | ۱۷۲.۷° E      | ۳۲.۰ کیلومتر |
| S        | ۰.۱° N        | ۱۶۹.۷° E      | ۱۷.۰ کیلومتر |
| W        | ۳.۱° N        | ۱۶۸.۰° E      | ۳۷.۰ کیلومتر |
| Y        | ۳.۶° N        | ۱۷۱.۲° E      | ۳۱.۰ کیلومتر |
| Z        | ۴.۲° N        | ۱۷۱.۵° E      | ۵۳.۰ کیلومتر |